# Эшкрофт, Фрэнсис
Фрэнсис Мэри Эшкрофт (Frances Mary Ashcroft, род. 15 февраля 1952 года, Великобритания) — британский биолог, занимающаяся исследованиями гомеостаза глюкозы.
Профессор Оксфордского университета, член Лондонского королевского общества (1999), АМН Великобритании (1999) и Европейской академии (2001). DBE.

## Биография
В Кембриджском университете получила степени бакалавра зоологии с отличием (1974), магистра (1978), доктора философии PhD (1979) и доктора наук ScD (1996), училась в Гертон-колледже (1971—1978). В 1978 году занималась в Marine Biological Laboratory Чикагского университета (США). В 1978-82 гг. постдок по физиологии в Лестере Совета по медицинским исследованиям (Medical Research Council (United Kingdom)), а в 1981-82 гг. — в Калифорнийском университете в Лос-Анджелесе Muscular Dystrophy Association.
С 1982 года преподаёт в Оксфордском университете; в 1983-85 гг. м. н. с. его Линакр-колледжа; в 1992-96 гг. с. н. с. Тринити-колледжа, в 1997—1999 гг. его медицинский тьютор и в 1999—2001 гг. исследовательский фелло физиологии; с 1996 года профессор физиологии Оксфорда и в 2001—2011 гг. исследовательский профессор. В 1985—1990 гг. фелло по Royal Society University Research Fellowship в Оксфорде.
С 2001 года профессорский фелло оксфордского Тринити-колледжа.
В 2006—2013 гг. почётный приглашённый профессор Peninsula College of Medicine and Dentistry. C 2008 года приглашённый профессор Университета Кобе (Япония).
Директор финансируемой Wellcome Trust программы OXION. Подготовила 18 аспирантов (PhD) и 42 постдоков.
В 1999 году Фрэнсис Эшкрофт стала восьмитысячным членом Лондонского королевского общества.
Почётный член British Biophysical Society (2010).
Почётный фелло своей альма-матер — кебриджского Гертон-колледжа (2011).
Автор публикаций в PNAS, PLoS One, Cell.
Автор учебника «Ion Channels and Disease».
Почётный доктор Открытого университета (2003) и Университета Лестера (2007).

## Отличия
- 2007 — Премия У. Б. Кеннона, American Physiological Society[англ.]
- 2010 — Премия Feldberg Foundation[англ.]
- 2012 — Лекция Питера Бейкера, Королевский колледж Лондона
- 2012 — Royal Society Wolfson Research Merit Award[англ.]
- 2012 — Премия Л’Ореаль — ЮНЕСКО «Для женщин в науке»
- 2013 — Croonian Lecture[англ.] Лондонского королевского общества
- 2013 — Hille Lecture, Вашингтонский университет в Сиэтле
- 2013 — Lewis Thomas Prize[англ.], Рокфеллеровский университет в Нью-Йорке
- The Jacobaeus Prize[англ.] (2014)
- 2015 — Орден Британской империи, Дама-Командор
- Vanderbilt Prize in Biomedical Science (2023)